# Matej Paulovič
Matej Paulovič (* 13. Januar 1995 in Topoľčany) ist ein slowakischer Eishockeyspieler, der seit Januar 2020 beim HC Pardubice in der tschechischen Extraliga unter Vertrag steht.

## Karriere
Matej Paulovič begann seine Karriere als Eishockeyspieler beim HC Topoľčany aus seiner Heimatstadt. Mit 16 Jahren wechselte er 2011 nach Schweden, wo er beim Färjestad BK unter anderem in der J20 SuperElit, der höchsten schwedischen Juniorenliga, spielte. 2012 wurde er vom HC Slovan Bratislava beim KHL Junior Draft 2012 in der vierten an 133. Stelle gezogenge.
Im NHL Entry Draft 2013 wurde Paulovič in der fünften Runde an insgesamt 149. Position von den Dallas Stars ausgewählt. Anschließend wechselte der Stürmer nach Nordamerika und schloss sich den Peterborough Petes aus der Ontario Hockey League an, die ihn im selben Jahr in der ersten Runde des CHL Import Draft als insgesamt achten Spieler draftet hatten. Aber bereits im Dezember 2013 verließ er die Kanadier nach nur 18 Spielen wieder und wechselte zu den Muskegon Lumberjacks aus der United States Hockey League, die ihn bereits 2011 beim USHL Future Draft in der sechsten Runde als insgesamt 76. Spieler benannt hatten. 2016 kehrte er in die Slowakei zurück, wo er je ein Jahr für den HC Nové Zámky und den HK Nitra in der Extraliga spielte. In der Spielzeit 2017/18 war er mit 28 Toren zweitbester Torschütze hinter Tim Coffman vom HKM Zvolen. Im Sommer 2018 wechselte er nach Tschechien. Dort spielte er zunächst für den Mountfield HK aus Hradec Králové in der tschechischen Extraliga. Seit Januar 2020 steht er beim Ligarivalen HC Pardubice auf dem Eis.

### International
Paulovič vertrat die slowakische Auswahl erstmals beim Europäischen Olympischen Winter-Jugendfestival 2011, wo er mit seinem Team den zweiten Platz belegte. Auch bei der U18-Weltmeisterschaft der Division I 2012, als der Aufstieg in die Top-Division gelang, und der U20-Weltmeisterschaft der Top-Division 2015, als er mit der slowakischen U20 die Bronzemedaille gewann, spielte er für sein Heimatland.
In der slowakischen Herren-Auswahl spielte er erstmals in der Saison 2016/17 und absolvierte bisher 26 Länderspiele. Höhepunkt seiner internationalen Karriere war dabei die Teilnahme an den Olympischen Winterspielen in Pyeongchang 2018. Zudem nahm er zweimal (2017 und 2023) am Deutschland Cup teil.

## Erfolge und Auszeichnungen
- 2011 Silbermedaille beim Europäischen Olympischen Winter-Jugendfestival
- 2012 Aufstieg in die Top-Division bei der U18-Weltmeisterschaft der Division I, Gruppe A
- 2015 Bronzemedaille bei der U20-Weltmeisterschaft

## Statistik
(Stand: Ende der Saison 2023/24)